# Hipólito Rincón
Hipólito Rincón Povedano (Madrid, 1957. április 28. –) spanyol válogatott labdarúgó.

## Pályafutása

### Klubcsapatban
Madridban született. A Real Madrid utánpótlásában nevelkedett. 1976-ban került a felnőtt csapat közelébe, de az azt követő három évben kölcsönadták. 1976 és 1977 között a Díter Zafra, 1977 és 1978 között a Recreativo Huelva, míg 1978 és 1979 között a Real Valladolid játékosa volt. Az első osztályban 1979. október 14-én mutatkozott be egy Real Zaragoza elleni bajnoki alkalmával, melyet 3–2 arányban megnyert a Real Madrid hazai pályán. 1979 és 1981 között 16 mérkőzésen lépett pályára a fővárosi csapat színeiben. 1981-ben a Real Betis igazolt le. Az 1982–83-as szezonban megkapta a Pichichi-trófeát, amit a  Marca sportújság ítél minden szezonban a legtöbb gólt szerző labdarúgónak. Pályafutása leghosszabb szakaszát töltötte a Betisnél, ahol összesen nyolc szezont játszott. 1989-ben, 32 évesen fejezte be az aktív játékot.

### A válogatottban
1983 és 1986 között 22 alkalommal szerepelt a spanyol válogatottban és 10 gólt szerzett. Egy Írország elleni Eb-selejtező alkalmával mutatkozott be 1983. április 27-én, melyet 2–0 arányban megnyertek, ráadásul Rincón szerezte a második gólt. Még ugyanebben a selejtezősorozatban négy gólt szerzett a Sevillában rendezett legendás Málta elleni mérkőzésen, melyet 12–1-re megnyertek a spanyolok. Részt vett az 1980. évi nyári olimpiai játékokon és az 1986-os világbajnokságon.

#### Góljai a válogatottban
| #   | Dátum                | Helyszín                                  | Ellenfél     | Eredmény | Végeredmény | Sorozat              |
| --- | -------------------- | ----------------------------------------- | ------------ | -------- | ----------- | -------------------- |
| 1.  | 1983. április 27.    | La Romareda, Zaragoza, Spanyolország      | Írország     | 2–0      | 2–0         | 1984-es Eb-selejtező |
| 2.  | 1983. december 21.   | Benito Villamarín, Sevilla, Spanyolország | Málta        | 4–1      | 12–1        | 1984-es Eb-selejtező |
| 3.  | 1983. december 21.   | Benito Villamarín, Sevilla, Spanyolország | Málta        | 5–1      | 12–1        | 1984-es Eb-selejtező |
| 4.  | 1983. december 21.   | Benito Villamarín, Sevilla, Spanyolország | Málta        | 8–1      | 12–1        | 1984-es Eb-selejtező |
| 5.  | 1983. december 21.   | Benito Villamarín, Sevilla, Spanyolország | Málta        | 10–1     | 12–1        | 1984-es Eb-selejtező |
| 6.  | 1984. május 26.      | Charmilles, Genf, Svájc                   | Svájc        | 0–3      | 0–4         | Barátságos           |
| 7.  | 1984. május 31.      | Üllői út, Budapest, Magyarország          | Magyarország | 0–1      | 1–1         | Barátságos           |
| 8.  | 1984. október 17.    | Benito Villamarín, Sevilla, Spanyolország | Wales        | 1–0      | 3–0         | 1986-os vb-selejtező |
| 9.  | 1985. január 23.     | Rico Pérez, Alicante, Spanyolország       | Finnország   | 1–0      | 3–1         | Barátságos           |
| 10. | 1985. szeptember 25. | Benito Villamarín, Sevilla, Spanyolország | Izland       | 1–1      | 2–1         | 1986-os vb-selejtező |

## Sikerei, díjai
Real Madrid
- Spanyol bajnok (1): 1979–80
- Spanyol kupa (1): 1979–80

Egyéni
- A Spanyol bajnokság gólkirálya (1): 1982–83
- Pichichi-trófea (1): 1982–83

## Külső hivatkozások
- Hipólito Rincón adatlapja a National-Football-Teams.com oldalon (angolul)

- Hipólito Rincón (angol nyelven). olympedia.org
- Hipólito Rincón (angol nyelven). eu-football.info
- Hipólito Rincón (angol, katalán, spanyol nyelven). BDFutbol.com
- Hipólito Rincón adatlapja a worldfootball.net oldalon (angolul)